# Masis
Pour l’article homonyme, voir Masis (Ararat).
Masis (en arménien Մասիս) est une communauté urbaine du marz d'Ararat en Arménie. En 2008, elle compte 22 138 habitants.

## Localisation et création
Située sur la rive gauche de la Hrazdan, à 14 km d'Erevan, la ville résulte de l'union des anciens villages de Zangibasar, Narimanlu et Ulukhanlu.

## Démographie
Depuis 1831, l'évolution démographique de Masis a été la suivante :
| 1897  | 1926  | 1939  | 1959  | 1970  | 1975  |
| ----- | ----- | ----- | ----- | ----- | ----- |
| 2 800 | 2 098 | 1 195 | 3 138 | 4 961 | 8 142 |

| 1980   | 2001   | 2004   | 2015   | 2020   | - |
| ------ | ------ | ------ | ------ | ------ | - |
| 13 248 | 21 376 | 21 400 | 20 500 | 20 600 | - |

| Histogramme de l'évolution démographique de Vardenis |        |
| \| 1897 \| 2 800 \| \| 1926 \| 2 098 \| \| 1939 \| 1 195 \| \| 1959 \| 3 138 \| \| 1970 \| 4 961 \| \| 1975 \| 8 142 \| \| 1980 \| 13 248 \| \| 2001 \| 21 376 \| \| 2004 \| 21 400 \| \| 2015 \| 20 500 \| \| 2020 \| 20 600 \| |        |
| 1897 | 2 800  |
| 1926 | 2 098  |
| 1939 | 1 195  |
| 1959 | 3 138  |
| 1970 | 4 961  |
| 1975 | 8 142  |
| 1980 | 13 248 |
| 2001 | 21 376 |
| 2004 | 21 400 |
| 2015 | 20 500 |
| 2020 | 20 600 |

## Santé
La maternité de l'hôpital de la ville a été entièrement rénovée courant 2011 et 2012 grâce à l'action conjointe de Lions Clubs de France, dont celui de Draguignan-Saint-Hermentaire.

## Tourisme
La ville offre un point de vue exceptionnel sur le mont Ararat.
Masis est traversée par la route magistrale 2 et par la route magistrale 15.

## Personnalités
Armen Nazarian (1974-), champion olympique de lutte gréco-romaine.